# Pyramidellidae
Pyramidellidae är en familj av snäckor. Enligt Catalogue of Life ingår Pyramidellidae i ordningen Heterostropha, klassen snäckor, fylumet blötdjur och riket djur, men enligt Dyntaxa är tillhörigheten istället ordningen Mesogastropoda, klassen snäckor, fylumet blötdjur och riket djur. Enligt Catalogue of Life omfattar familjen Pyramidellidae 574 arter.

## Dottertaxa till Pyramidellidae, i alfabetisk ordning[1][2]
- Agatha
- Besla
- Boonea
- Branchyostomia
- Careliopsis
- Chemnitzia
- Chrysallida
- Cingulina
- Cyclostremella
- Epigrus
- Eulimastoma
- Eulimella
- Evalea
- Fargoa
- Gumina
- Herviera
- Hinemoa
- Houbricka
- Ividella
- Ividia
- Jordaniella
- Kleinella
- Koloonella
- Linopyrga
- Liostomia
- Menestho
- Milda
- Miralda
- Obexomia
- Odostomella
- Odostomia
- Ondina
- Orinella
- Otopleura
- Parthenina
- Peristichia
- Petitilla
- Planpyrgiscus
- Pseudoscilla
- Puposyrnola
- Pyramidella
- Pyrgiscilla
- Pyrgisens
- Pyrgulina
- Rissopsetia
- Sayella
- Siogamaia
- Spiratinella
- Striarcana
- Striodostomia
- Syrnola
- Terelimella
- Trabecula
- Triptychus
- Turbonilla